# Yarn
Yarn bezeichnet eine anglo-amerikanische literarische Untergattung, die sich mit Seemannsgarn, moderne Sage und Kurzgeschichte vergleichen lässt. Auch die teilweise veraltete Redeweise vom Garn spinnen gehört in diese Thematik.
Das Yarn ist eine üblicherweise längere, abschweifende Geschichte, von der vorgegeben wird, sie selbst erlebt zu haben oder jemanden zu kennen, der sie erlebte und sie wird klassischerweise am Lagerfeuer in geselliger Runde erzählt. Auch wird unter Yarn ein langatmiger Witz verstanden; das Yarn ist potentiell unendlich, da sie durch Wiederholungen und Anknüpfpunkte in Ketten-Geschichten zu erzählen ist. Ein Beispiel ist die Erzählung von den verschwundenen Zeltern im Hexenwald (Blair Witch Project) 